# Angels with Dirty Faces (альбом Tricky)
Angels with Dirty Faces (в переводе с англ. — «Ангелы с мерзкими лицами») — четвёртый студийный альбом британского музыканта Tricky, выпущенный в 1998 году

## Об альбоме
Кочевой образ жизни Трики привёл его к переезду в Нью-Йорк, куда вслед за ним устремилась его девушка и коллега Мартина с их ребёнком. Там же они записали альбом “Angels With Dirty Faces”. В MTV News Трики сказал, что, возможно, это последний альбом, над которым с ним работала Мартина, так как она решила серьёзно заняться воспитанием их дочери.
Первый сингл из альбома “Broken Homes” был записан при участии PJ Harvey, подружки Трики с Island Records, с которой они гастролировали в 1995 году. Как говорит Трики, эта песня была навеяна убийством бруклинского рэпера Notorious B.I.G.. Вообще этот альбом не такой параноидальный, как его предшественники, но это и не «героиновый поп», как его окрестили в NME. Все песни альбома затрагивают серьёзные темы, проблемы человеческой жизни.
На первый взгляд Angels With Dirty Faces поразительно похож на Pre-Millennium, но после неоднократного прослушивания он постепенно раскрывает все новые и новые уровни. В работе над этим альбомом Трики переосмысливает своё творчество, добавляя к своему узнаваемому стилю немного джангловых лупов и хип-хоповых битов. Кроме того, он расширяет музыкальную палитру, вводит синтезаторы и приглашает лучших гитаристов, в попытках найти то самое мрачное настроение, которое возникает из микса хип-хопа, даба, электроники и рока. .

## Список композиций
1. «Money Greedy» — 5:30
2. «Mellow» — 3:33
3. «Singing the Blues» — 3:27
4. «Broken Homes» — 3:33
5. «6 Minutes» — 4:46
6. «Analyze Me» — 4:00
7. «The Moment I Feared» — 4:03
8. «Talk to Me (Angels with Dirty Faces)» — 4:28
9. «Carriage for Two» — 4:44
10. «Demise» — 3:48
11. «Tear Out My Eyes» — 4:26
12. «Record Companies» — 4:23
13. «Peyote Sings» (bonus track) — 5:00
14. «Taxi» (bonus track) — 3:54

## Участники записи
- Tricky — вокал, тексты, клавишные, микширование, продюсер
- Мартина Топли-Бёрд — вокал
- Perry Melius — ударные
- Ethan Allen — звукорежиссёр
- Jack Hersca — звукорежиссёр, микширование
- Chipman Verspyck — ассистент звукорежиссёра
- Mark Fraunfelder — ассистент звукорежиссёра
- Serge Tsai — ассистент звукорежиссёра
- Scott Ian — гитарист
- Howie Weinberg — мастеринг
- Susan Rogers — микширование
- PJ Harvey — вокал («Broken Homes»)